# Champsochromis
Champsochromis – rodzaj słodkowodnych ryb okoniokształtnych z rodziny pielęgnicowatych (Cichlidae).

## Występowanie
Gatunki endemiczne jeziora Malawi i wypływającej z niego rzeki Shire w Afryce.

## Klasyfikacja
Gatunki zaliczane do tego rodzaju:
- Champsochromis caeruleus (Boulenger, 1908)
- Champsochromis spilorhynchus (Regan, 1922)

Gatunkiem typowym jest Paratilapia caerulea.